# Tweede Engels-Nederlandse Oorlog

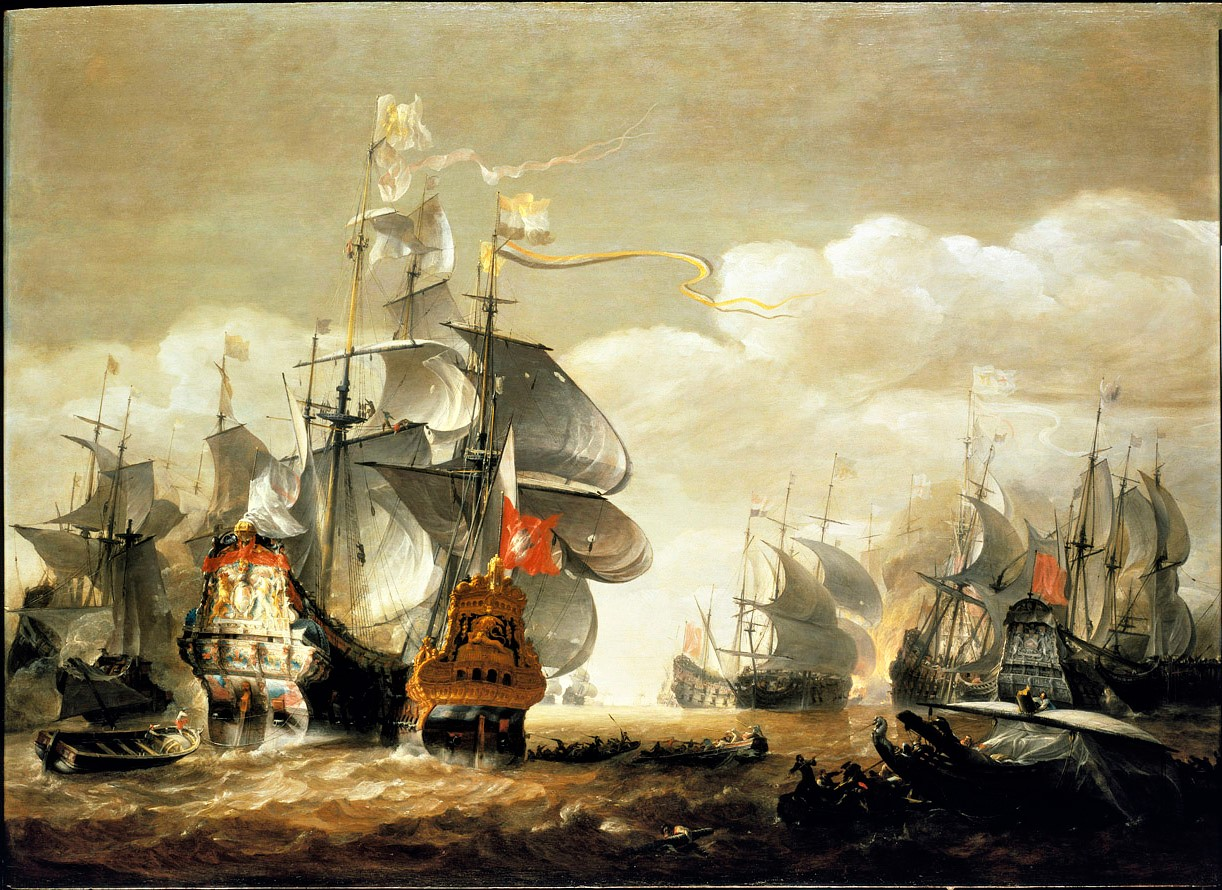
Zeeslag bij Lowestoft

De Tweede Engels-Nederlandse Oorlog was een oorlog tussen Engeland en de Republiek der Verenigde Nederlanden die van 1665 tot 1667 duurde.
Voorafgegaan door de Eerste Engels-Nederlandse Oorlog was ook dit een oorlog die zich vrijwel geheel op zee afspeelde, waarbij de sterkte van de vloot doorslaggevend zou blijken.

## Voorafgaande feiten
Oorzaken voor het uitbreken van deze oorlog zijn te vinden in de constante conflicten tussen de Republiek en Engeland in de koloniale gebieden en nederzettingen. Zo veroverden de Engelsen in het jaar 1664 Curaçao en Nieuw-Amsterdam en nam de Engelse ex-kaapvaarder Robert Holmes zonder duidelijk mandaat enkele Nederlandse forten op de West-Afrikaanse kust in. De Nederlanders stuurden daarop Michiel de Ruyter naar deze forten, die ze prompt heroverde. In die tijd maakten de Engelsen zo'n 200 Nederlandse koopvaarders buit. Ook de Engelse Scheepvaartwetten die onder andere de export door andere landen van Britse (en dus Brits-Amerikaanse) producten naar niet-Engelse landen verboden, waren een doorn in het oog van de Nederlanders, vooral omdat ze misbruikt werden als voorwendsel om Nederlandse schepen in beslag te nemen.
Directe aanleiding voor het uitbreken van de Tweede Engelse Oorlog was de bemoeienis van de Engelse koning Karel II met het Nederlandse stadhouderschap tijdens het Eerste Stadhouderloze Tijdperk: hij wilde dat de jonge Willem III van Oranje-Nassau stadhouder zou worden en hoopte door het bespelen van orangistische gevoelens de Nederlanders tegen elkaar uit te spelen. De schijn van zwakte die de tegenstellingen in de Republiek wekten, gaven de handelselite van Engeland de valse hoop dat ze de positie van dominante handelsnatie zelf konden overnemen door simpelweg alle handelsroutes van de Republiek te blokkeren. De oorlogsstemming werd zo sterk dat de tamelijk terughoudende Karel er geen weerstand meer aan kon bieden.

## De oorlog
In 1665 kwam het tot oorlog tussen de twee grote mogendheden, een oorlog die voornamelijk bestond uit het beschermen van de eigen koopvaardijschepen, het buitmaken van de vijandelijke en het pogen de wederzijdse oorlogsvloten tot zinken te brengen. Een uitzondering was de aanval van de bisschop van Münster, Bernhard von Galen, die met Engelse subsidie Gelderland, Overijssel en Drenthe binnenviel, gebruikmakend van de verwaarlozing van het Staatse leger sinds 1648 (zie Eerste Münsterse Oorlog).
Na de Eerste Engelse Oorlog had de Republiek haar vloot sterk uitgebreid. Zo waren er onder andere 60 nieuwe oorlogsschepen gebouwd - zij het dat de meeste daarvan lichtere schepen waren met een geringe diepgang die ze geschikter maakte voor het manoeuvreren in de ondiepe kustwateren: men had maar vier zwaardere schepen. Hierbij kwam nog dat de Engelsen, en dan vooral Londen, in 1665 werden geteisterd door de pest en ook de Grote brand van Londen van 12 september 1666 (gregoriaanse kalender) werkte niet in het voordeel van Engeland. Daarbij was de financiële positie van Engeland uiterst wankel. De stedelijke bevolking was toen zelfs in absolute zin nog kleiner dan die van de Republiek. Er was geen betrouwbaar systeem van belastingheffing en de koning was huiverig geld aan het parlement te vragen omdat hij in ruil daarvoor politieke macht zou moeten afstaan. De oorlog zou eigenlijk alleen gefinancierd kunnen worden door het regelmatig buit maken van hele Nederlandse handelsvloten. Tegenslagen konden niet worden opgevangen: er was zelfs nauwelijks geld om reparaties na een overwinning uit te voeren en de scheepsbouwcapaciteit schoot tekort voor grootschalige vervangende nieuwbouw. Men zou dus geheel afhankelijk zijn van de gevechtscapaciteit van de al bestaande vloot met zijn acht zware driedeks linieschepen. Die was echter aangetast door een verslapte discipline, snel oplopende betalingsachterstanden aan de zeelui en een terugval naar de gewoonte om admiraals te benoemen op basis van afkomst in plaats van competentie. Engeland was een land met enorme economische, sociale en politieke kwalen: die probeerde men te genezen door oorlog te voeren tegen de rijkste en modernste samenleving ter wereld, een te sterk medicijn voor het zieke gestel.
Anders dan de Engelsen verwacht hadden, schaarden alle gewesten van de Republiek zich achter Holland, ook het Oranjegezinde Friesland, dat samen met Groningen 28 oorlogsschepen uitrustte.

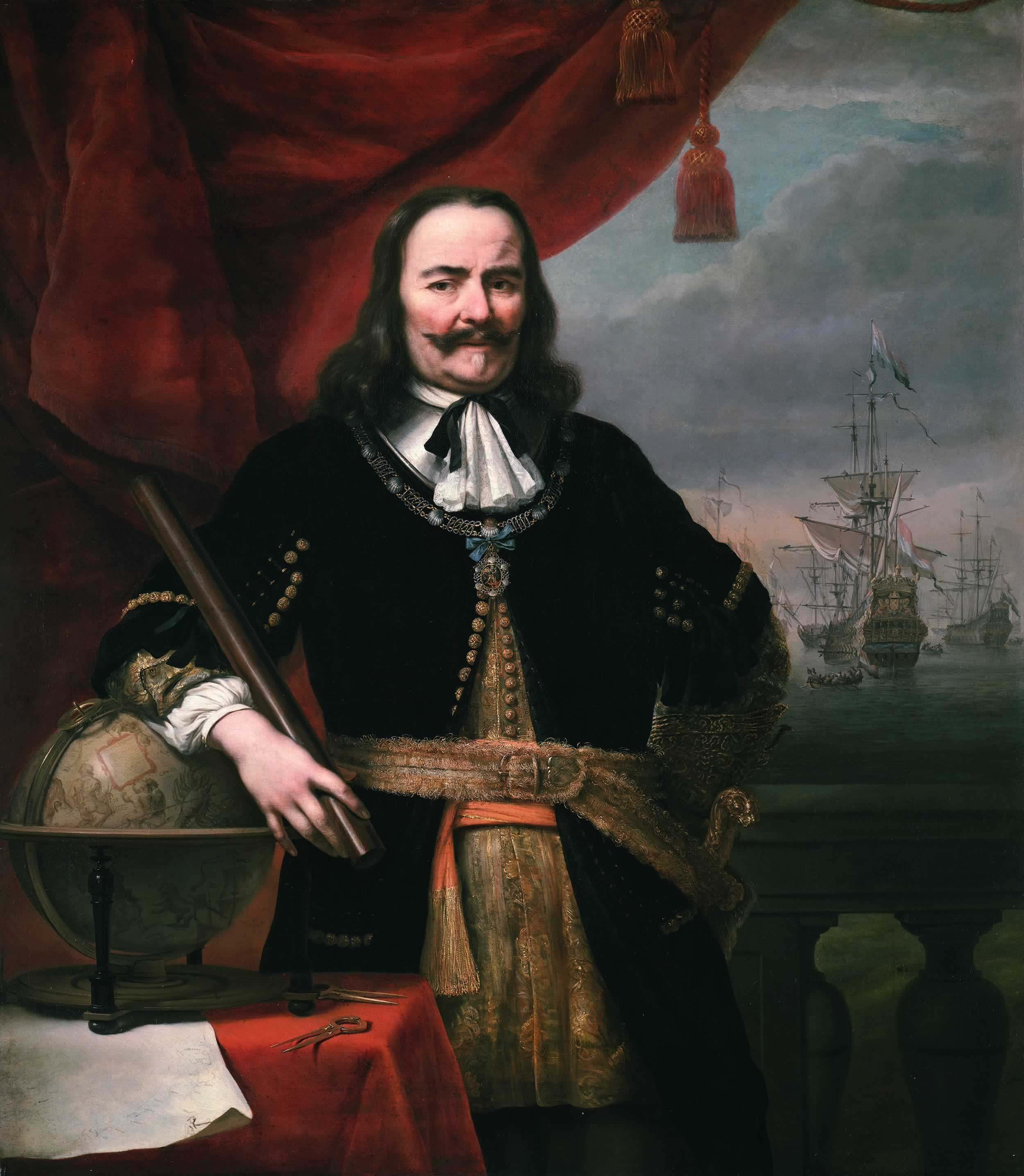
Michiel de Ruyter

De eerste belangrijke zeeslag was een Engelse overwinning op 13 juni 1665 bij Lowestoft. Van de 103 Nederlandse schepen gingen er 17 verloren, waaronder het vlaggenschip de Eendragt dat met admiraal Jacob van Wassenaer Obdam de lucht in ging. Hierna beheersten de Engelsen een jaar lang de zee.
De Nederlandse vloot stond vanaf 11 augustus 1665 onder leiding van luitenant-admiraal Michiel de Ruyter. Hij zou met een aantal nieuwe schepen uitvaren vanuit de Rede van Texel, maar de Engelsen blokkeerden de kust. Alleen de weg door het Spanjaardengat lag open, maar de kapiteins vreesden dat deze verzande zeearm te ondiep was voor hun schepen. Raadpensionaris Johan de Witt, die zelf met De Ruyter naar Texel was gekomen voor de afvaart, ging persoonlijk in een bootje met een peillood door de vaarweg en toen hij deze diep genoeg had bevonden, voer de vloot in de avond van 16 augustus door het Spanjaardengat, waarbij Texelse vissersschepen hen met fakkels de weg wezen.
Lodewijk XIV van Frankrijk schaarde zich aan de kant van de Republiek, die haar vloot met een ambitieus nieuwbouwprogramma versterkte. Voor 1665 tot en met 1667 plande men de bouw van 60 schepen, zodat men de hele vaste kern van de vloot met nieuwe zwaardere vaartuigen kon vervangen. De werkelijke productie zou zelfs iets hoger liggen. Waren er in 1664 al zeventien oorlogsschepen opgeleverd, waaronder de zware Kallandsoog, in 1665 liepen er 28 van de werf, waarvan acht met meer dan 70 kanonnen. Het volgende jaar volgden er nog eens 25, zes daarvan zwaar. Engeland kon tijdens de hele oorlog slechts twaalf oorlogsschepen bouwen, waarvan maar twee van de first en second rate (de zwaarste klassen).
De Republiek begon op grote schaal kaperbrieven uit te geven; 418 Engelse koopvaarders werden buitgemaakt en de Engelse handel met het continent viel vrijwel stil. Zelf bracht De Ruyter verschillende retourvloten veilig thuis. Terwijl de Republiek zeelui lokte met een loon van 21 gulden de maand in baar geld uitgekeerd, moesten de geronselde Engelse matrozen het doen met papieren schuldbekentenissen: velen monsterden aan bij de vloot van de vijand. De bisschop van Münster trok zich terug uit de oorlog toen Karel geen geld meer had om hem te ondersteunen.

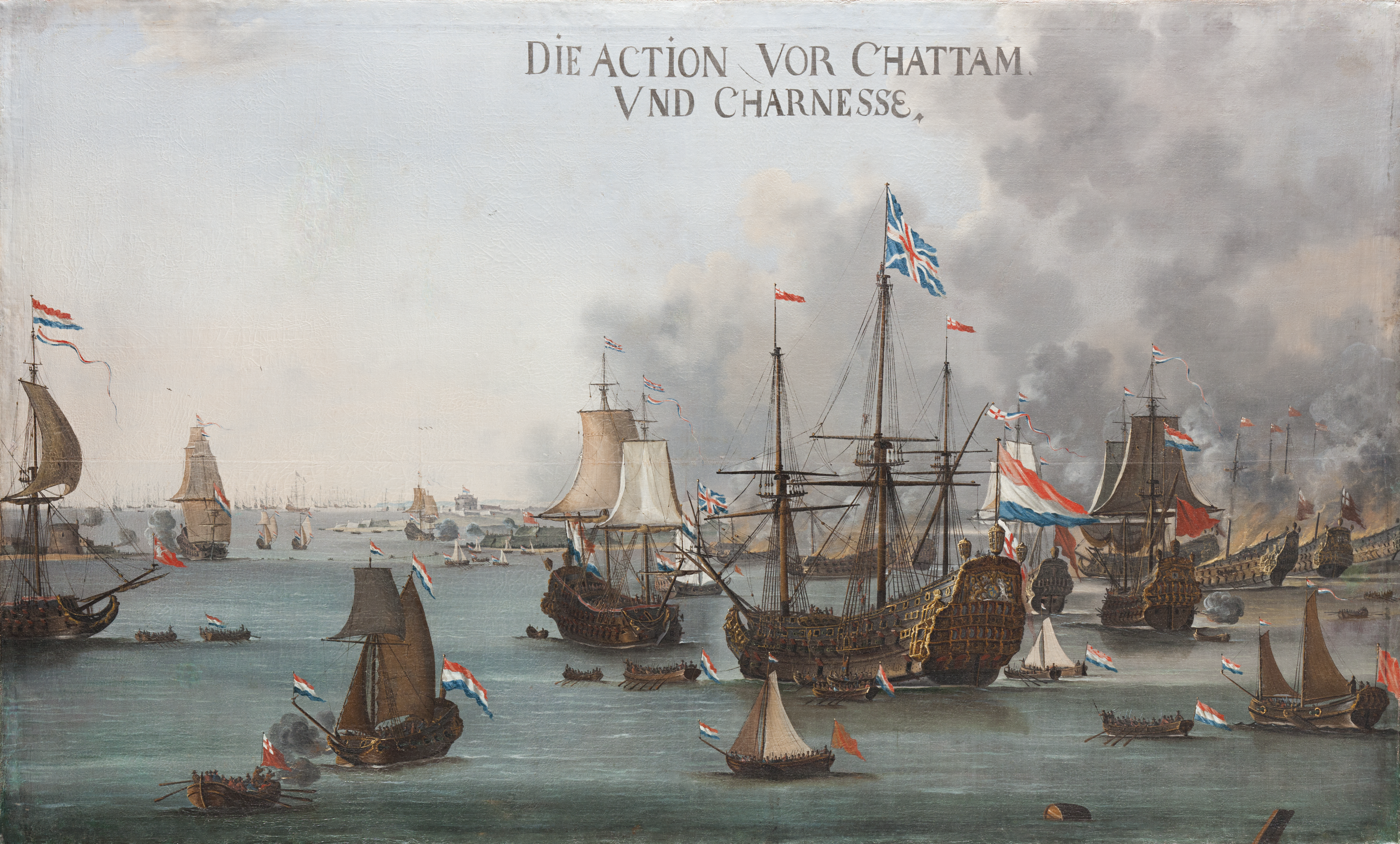
De HMS Royal Charles wordt buit gemaakt

Na de Nederlandse overwinning in de Vierdaagse Zeeslag (11 - 14 juni 1666) waarin de zware HMS Prince Royal zich overgaf, leek het er even op dat Engeland al verslagen was, maar tot ieders verrassing kon het toch opnieuw een vloot uitrusten die sterk genoeg was om op 4 augustus in de Tweedaagse Zeeslag bij North Foreland de Nederlandse vloot aan de rand van de afgrond te brengen. De Republiek begon geldgebrek te krijgen, wat nog verergerd werd door een Engelse verrassingsaanval, Holmes's Bonfire, die een handelsvloot tussen Vlieland en Terschelling verwoestte en het stadje Ter Schelling neerbrandde. In de hele oorlog gingen 522 Nederlandse koopvaarders verloren. De kosten van het herstel van de Engelse vloot in juli hadden echter Karels financiën totaal uitgeput; hij beëindigde liever de oorlog dan nog meer macht af te staan aan het parlement. Hij legde dus de dure linieschepen van zijn vloot op en begon vredesonderhandelingen te Breda. De Republiek, die voldoende reserves had om haar vloot voor een derde maal gevechtsklaar te maken, achtte het echter beter om de oorlog met een duidelijke Nederlandse overwinning af te sluiten en vernederde de Engelsen met de Tocht naar Chatham die hen vier zware linieschepen kostte. Omdat er dat jaar nog eens twaalf Nederlandse schepen waren opgeleverd (de totale productie in verband met de oorlog bedroeg dus 82), waarvan drie zwaar, had de Republiek nu zowel een numerieke als kwalitatieve overmacht: de Engelsen hadden nog vier zware linieschepen over (in 1665 was per ongeluk de London de lucht ingegaan), de Nederlanders beschikten er ondanks een verlies van vijf nu over zeventien, de op de Medway buitgemaakte HMS Royal Charles niet meegeteld.

## Vrede
De Tweede Engelse Oorlog zou uiteindelijk na de Tocht naar Chatham op 31 juli 1667 met de Vrede van Breda worden besloten, een vrede die in die tijd als gunstig voor de Republiek werd gezien. Besloten werd namelijk dat de Engelse Scheepvaartwetten zouden worden versoepeld - alle Duitse landen zouden beschouwd worden als het natuurlijke achterland van de Republiek - en dat (het Nederlandse) Nieuw Amsterdam (het hedendaagse New York) voorlopig in Engelse handen zou blijven en het meer renderende Suriname Nederlands bezit zou zijn: de status quo bleef bij deze gebieden dus gehandhaafd, hoewel er nog geen definitieve beslissing over werd genomen.
De vrede zou echter niet lang duren, de Derde Engels-Nederlandse Oorlog, onderdeel van de Hollandse Oorlog (1672-1678), kwam er al aan.
Eerste (1652-1654) · Tweede (1665-1667) · Derde (1672-1674) · Vierde (1780-1784)